# باستان‌اخترشناسی
باستان‌اخترشناسی (به انگلیسی: Archaeoastronomy) یا اخترباستان‌شناسی (Astroarchaeonomy) دانشی نوین و میان‌رشته‌ای از علوم باستان‌شناسی، اخترشناسی و مردم‌شناسی است که به بررسی تأثیر و نفوذ پدیده‌های کیهانی و حرکات اجرام آسمانی بر روی هنرها، آیین‌ها، ادیان، باورداشت‌ها و دیگر پدیده‌های فرهنگی مردمان باستان می‌پردازد.
دانش اخترشناسی‌باستانی که به بررسی تاریخی علم نجوم/ هیئت می‌پردازد، علی‌رغم برخی کارکردها و حوزه‌های مطالعاتی مشترک با اخترباستان‌شناسی، شاخهٔ پژوهشی متفاوت و مستقلی است. باستان‌اخترشناسی، زیرشاخه‌ها و گرایش‌های گوناگونی دارد که در آن میان می‌توان از اسطوره‌شناسی کیهانی، اخترقوم‌شناسی و معماری نجومی نام برد. مطالعه و بررسی در نظام‌های گاهشماری و زمان‌سنجی و ابزارهای آن در دوران باستان نیز از حوزه‌های پژوهشی باستان‌اخترشناسان بشمار می‌رود.

## جوامع
- ISAAC, The International Society for Archaeoastronomy and Astronomy in Culture.
- SEAC La Société Européenne pour l’Astronomie dans la Culture. Site in English.
- SIAC La Sociedad Interamericana de Astronomía en la Cultura.
- Society for the History of Astronomy

## مجلات
- Archaeoastronomy and Ethnoastronomy News
- Archaeoastronomy: Supplement to the Journal for the History of Astronomy
- Archaeoastronomy: The Journal of Astronomy in Culture
- Culture and Cosmos
- Journal for the History of Astronomy